# Volumenstromregler

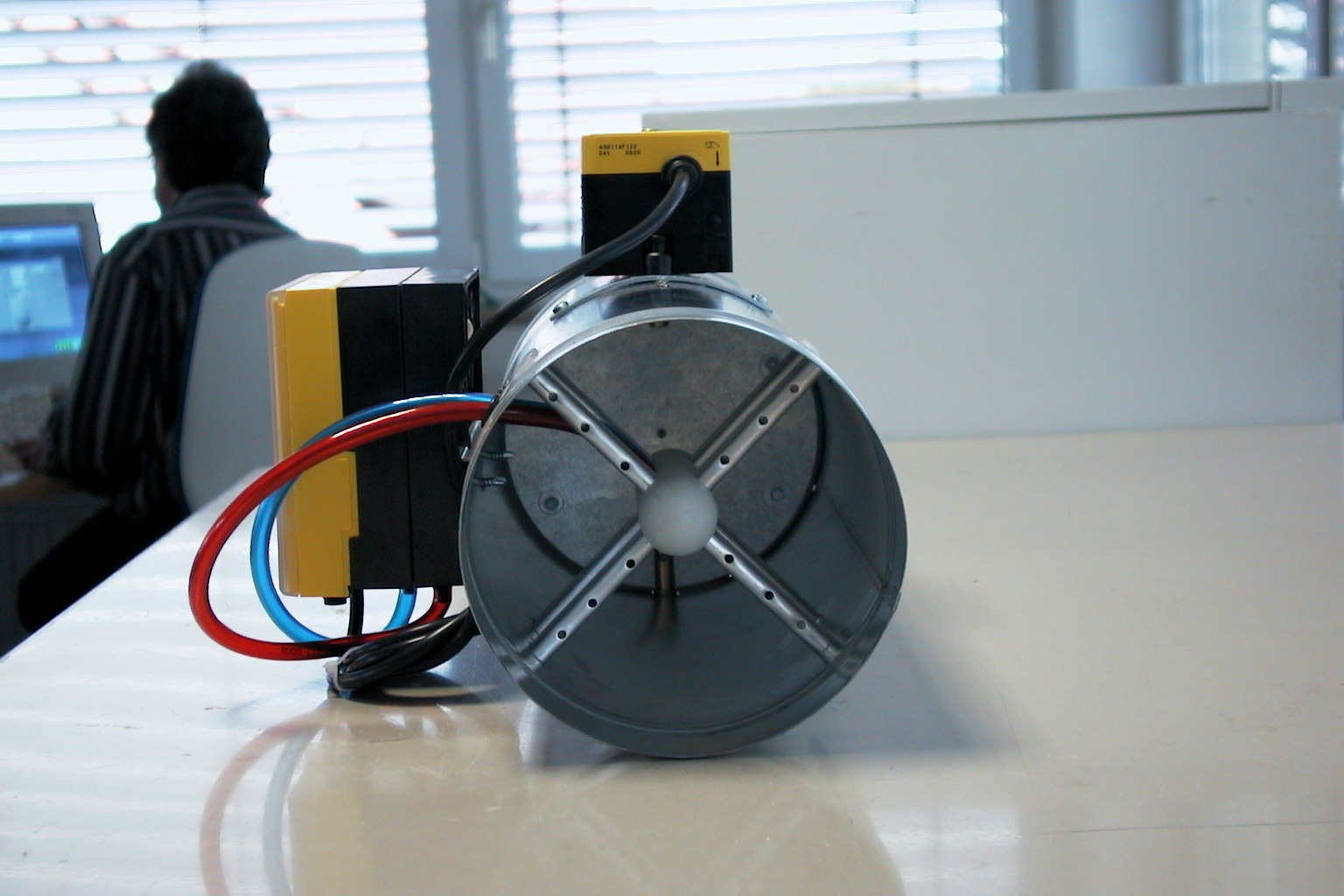
Volumenstromregler mit Messkreuz

Ein Volumenstromregler (VSR), auch Volumenstrom-Konstanthalter (VSK) genannt, ist ein Bestandteil eines geschlossenen oder eines offenen Systems, welches in der Regel von einem Fluid durchströmt wird. Er hält in dem Strang, in dem er eingebaut ist, durch selbsttätige Ansteuerung einer eingebauten Drosseleinrichtung (also über Änderungen des Druckverlustes) den Volumenstrom auch bei schwankenden Umgebungseinflüssen konstant.
Für die korrekte Funktion ist die vom Hersteller vorgegebene freie Anströmlänge zu beachten. Durch Montage direkt hinter Bögen oder Verzweigungen, ist die gleichmäßige Anströmung des
Reglers nicht gegeben, was Ungenauigkeiten im Volumenstrom verursacht.
Man unterscheidet konstante und variable Volumenstromregler.
Konstant-Volumenstromregler sind auf einen festen Sollwert (Volumenstrom) eingestellt. Viele Modelle arbeiten rein mechanisch, ohne dass zusätzliche Antriebsenergie benötigt wird.
Volumenstromregler für variablen Volumenstrom arbeiten in der Regel elektronisch und erhalten von einer übergeordneten Regelung Sollwerte für die Luftmenge, die den wechselnden Erfordernissen entspricht und für deren Einhaltung der Regler selbsttätig sorgt.

## Volumenstromregler in Lüftungsanlagen
Beim Einbau von Volumenstromreglern sollte auf die Zugänglichkeit geachtet werden. Besonders für Variable-Volumenstromregler ist dies wichtig.
Zur Verringerung von Strömungsgeräuschen sollte direkt hinter einem Volumenstromregler ein Schalldämpfer vorgesehen werden.

## Differenzdruck-Volumenstromregler
Der Differenzdruck-Volumenstromregler ist ein Bauteil aus der Regelungstechnik und zählt zu den Proportionalreglern.
Der Regler dient dazu, einen Volumenstrom (z. B. den Wasserdurchfluss in einer Rohrleitung) zu verändern. Hierzu wird an zwei geeigneten Stellen in der Leitung der Druck ermittelt und mit einem vorgegebenen Wert verglichen. Die daraus ermittelte Differenz (Differenzdruck) steuert ein geeignetes Stellglied.
Handelsübliche Differenzdruck-Volumenstromregler in Heizkreisläufen benötigen keine Hilfsenergie und orientieren sich am Differenzdruck zwischen Vor- und Rücklauf. Diese Regler bestehen aus einem Stellventil und zwei Stellantrieben mit Stellmembran, die unabhängig voneinander arbeiten. Steigender Differenzdruck erzeugt an der unteren, Überschreitung des eingestellten maximalen Volumenstroms an der oberen Stellmembran eine Stellkraft, die mithilfe der Ventilkegelstange das Ventil gegen den Druck der Stellfedern langsam schließt. Die jeweiligen Steuerdrücke werden vom Wärmeträgermedium erzeugt (Regler ohne Hilfsenergie) und über am Ventilgehäuse befestigte Steuerleitung auf die Membrangehäuse übertragen. Das jeweils größere Signal (größere Stellkraft) hat Vorrang und greift in die Regelung ein. Der Sollwert des Differenzdrucks lässt sich über die Mutter und der maximale Volumenstrom über die einstellbare Drosselschraube einstellen.